# 2020-talet
2020-talet, eller i vardagligt tal 20-talet, är det nuvarande årtiondet som började den 1 januari 2020 och avslutas den 31 december 2029.
År 2019 började ett tidigare okänt coronavirus att spridas i Wuhan i Kina. Viruset fick namnet sars-cov-2 och sjukdomen covid-19, kort för coronavirussjukdom 2019. Den pandemi som följde satte stark prägel på decenniets tidiga år. I försök att begränsa spridningen av viruset infördes i de flesta länder olika former av restriktioner av människors rörelsefrihet, med stor påverkan på hälsa, utbildning och ekonomi.
Världens länder började i början av 2022 avskaffa merparten av restriktioner då vaccineringsprogram börjat ge önskad effekt. I fotspåren av Covid-19-pandemin inledde Ryssland den 24 februari 2022 en militär invasion av Ukraina, till följd av en konflikt som pågått sedan 2014, kallad Krimkrisen. Invasionen motiverades av Ryssland som att Ukraina "närmat sig NATO" och behöver avnazifieras vilket utgjorde, enligt Ryssland en säkerhetsrisk gentemot Ryssland. Följden av invasionen var att EU och andra västländer införde sanktioner gentemot Ryssland, bl.a. förbud mot import av rysk gas.
Tidiga 20-talet präglades också av en högre inflation än föregående årtionde. USA:s inflation ökade från 3,2 procentenheter år 2011 till 4,7 procentenheter år 2021. Anledningen till inflationen beskrevs som så kallade flaskhalsar i utbudssidan, kriget och pandemin.

## Händelser
- 2021 – De 32:a olympiska sommarspelen ägde rum i Tokyo, Japan, ett år senare än ursprungligen planerat till följd av coronaviruspandemin.
- 2022 – De 24:e olympiska vinterspelen hölls i Peking, Kina.
- 2022 - Rysslands invasion av Ukraina 2022: Ryssland inleder en fullskalig invasion av grannlandet Ukraina och hårda sanktioner från omvärlden införs.
- 2022 – Världsmästerskapet i fotboll hölls i Qatar. Detta var det första världsmästerskapet som anordnats under vintermånaderna november-december.
- 2024 – De 33:e olympiska sommarspelen hölls i Paris, Frankrike.
- 2026 – De 25:e olympiska vinterspelen planeras hållas i Milano, Italien.
- 2026 – Världsmästerskapet i fotboll planeras hållas i Kanada, Mexiko och USA.
- 2028 – De 34:e olympiska sommarspelen planeras hållas i Los Angeles, USA.